# Campeonato Europeo de Judo de 1968
El XVI Campeonato Europeo de Judo se celebró en Lausana (Suiza) entre el 17 y el 19 de mayo de 1968 bajo la organización de la Unión Europea de Judo (EJU) y la Federación Suiza de Judo.

## Medallistas

### Masculino
| Evento            | Oro                        | Plata                         | Bronce                                           |
| ----------------- | -------------------------- | ----------------------------- | ------------------------------------------------ |
| –63 kg            | Piruz Martkoplishvili URSS | Serguei Suslin URSS           | Serge Feist Francia Denis Pylypiw Francia        |
| –70 kg            | Roin Magaltadze URSS       | Otari Natelashvili URSS       | Czesław Kur · Polonia · Allan Wood · Reino Unido |
| –80 kg            | Wolfgang Hofmann RFA       | Patrick Clement Francia       | Horst Leupold RDA Ferdinand Miebach RFA          |
| –93 kg            | Peter Herrmann RFA         | Helmut Howiller RDA           | Ernst Eugster · Países Bajos · Paul Barth · RFA  |
| +93 kg            | Klaus Glahn RFA            | Anzor Kiknadze URSS           | Alfred Meier · RFA · Erich Butka · Austria       |
| Categoría abierta | Vladimir Saunin URSS       | Radovan Krajinović Yugoslavia | Klaus Hennig RDA Günther Monczyk RFA             |

## Medallero
| Núm. | País         | Oro | Plata | Bronce | Total |
| ---- | ------------ | --- | ----- | ------ | ----- |
| 1    | URSS         | 3   | 3     | 0      | 6     |
| 2    | RFA          | 3   | 0     | 4      | 7     |
| 3    | RDA          | 0   | 1     | 2      | 3     |
| 3    | Francia      | 0   | 1     | 2      | 3     |
| 5    | Yugoslavia   | 0   | 1     | 0      | 1     |
| 6    | Austria      | 0   | 0     | 1      | 1     |
| 6    | Países Bajos | 0   | 0     | 1      | 1     |
| 6    | Polonia      | 0   | 0     | 1      | 1     |
| 6    | Reino Unido  | 0   | 0     | 1      | 1     |
|      | TOTAL        | 6   | 6     | 12     | 24    |